# Araneomorphae
Gli Araneomorphae (conosciuti anche come Labidognatha) sono un infraordine dell'Ordine Araneae della Classe Arachnida.
Il nome deriva dal greco αρὰχνη, aràchne, cioè ragno e μορφή, morphè, cioè forma, aspetto, ed il suffisso -ae, che designa l'appartenenza ad un ordine o un sottordine.

## Caratteristiche
Possono essere riconosciuti dalla posizione dei cheliceri: se sono incrociati o si intersecano diagonalmente, allora il ragno appartiene agli Araneomorphae; se sono puntati verso il basso, siamo di fronte ad un migalomorfo.
La maggior parte dei ragni che si incontrano di sovente sono araneomorfi.
Nelle due immagini seguenti è ben visibile la differenza che intercorre fra araneomorfi e migalomorfi.

### Mygalomorphae

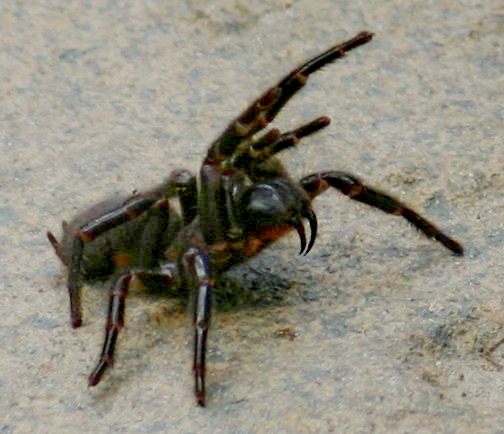
Atrax robustus

Questo Atrax robustus (specie della famiglia Hexathelidae) è in atteggiamento da minaccia e mostra chiaramente l'orientamento dei suoi cheliceri dall'alto verso il basso, paralleli all'asse del corpo del ragno. Ciò lo definisce un rappresentante dei migalomorfi.

### Araneomorphae

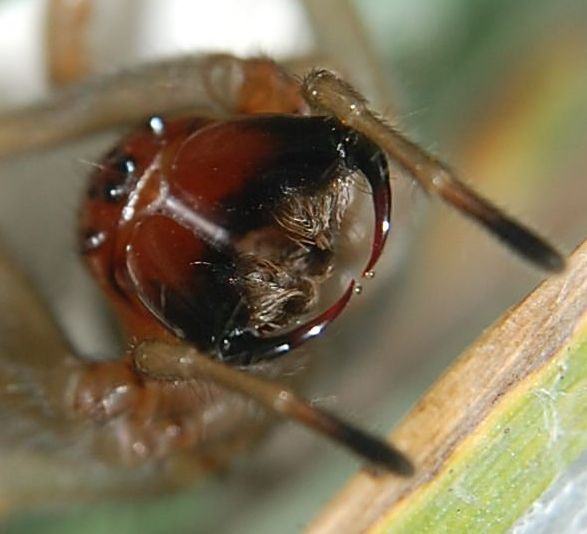
Cheiracanthium punctorium minaccioso

Negli araneomorfi le zanne sono intersecate l'una con l'altra, fronteggiandosi e dando una maggiore varietà di prese verso la preda, contrariamente ai migalomorfi che possono azzannare solo dall'alto verso il basso.
Diversamente dai migalomorfi che possono vivere anche oltre i 25 anni, gli araneomorfi raramente superano un anno di vita.

## Habitat e comportamento
La stragrande maggioranza delle famiglie di ragni, circa l'85%, appartengono a questo sottordine. Nei migalomorfi il ragno più conosciuto è la tarantola, noto in quasi tutto il mondo, in quanto tende ad entrare anche nei luoghi frequentati dall'uomo.
Buona parte dei restanti migalomorfi sono pressoché sconosciuti in quanto o sono di piccole dimensioni o passano la loro esistenza nei tubi serici che fungono da trappola e da nido, quindi sfuggendo alla vista umana.
Gli araneomorfi, invece comprendono una pluralità di comportamenti il più evidente dei quali è il tessere ragnatele più o meno estese e di varia foggia, l'essere presenti negli angoli delle case, dietro i mobili, in qualsiasi anfratto pur piccolo che vi sia negli ambienti umani. Per non dire dei Salticidae e Lycosidae così comuni nei giardini, e via dicendo.

## Tassonomia e filogenesi
Gli Araneomorphae si suddividono principalmente in due taxon, gli Hypochilae (che contiene la sola famiglia Hypochilidae), e i Neocribellatae.
I Neocribellati si suddividono a loro volta in Austrochiloidea, e in due parti Entelegynae e Haplogynae, ognuno dei quali contiene varie superfamiglie:
Il seguente cladogramma mostra ben visibilmente le correlazioni tassonomiche attualmente accreditate per i livelli superiori di questo ordine.
|  | Gradungulidae  |
|  |                |
|  | Austrochilidae |
|  |                |

|  | Haplogynae  |
|  |             |
|  | Entelegynae |
|  |             |

|  | Gradungulidae  |
|  |                |
|  | Austrochilidae |
|  |                |

|  | Haplogynae  |
|  |             |
|  | Entelegynae |
|  |             |

|  | Gradungulidae  |
|  |                |
|  | Austrochilidae |
|  |                |

|  | Haplogynae  |
|  |             |
|  | Entelegynae |
|  |             |

|  | Gradungulidae  |
|  |                |
|  | Austrochilidae |
|  |                |

|  | Haplogynae  |
|  |             |
|  | Entelegynae |
|  |             |

|  | Gradungulidae  |
|  |                |
|  | Austrochilidae |
|  |                |

|  | Haplogynae  |
|  |             |
|  | Entelegynae |
|  |             |

|  | Gradungulidae  |
|  |                |
|  | Austrochilidae |
|  |                |

|  | Haplogynae  |
|  |             |
|  | Entelegynae |
|  |             |

|  | Gradungulidae  |
|  |                |
|  | Austrochilidae |
|  |                |

|  | Haplogynae  |
|  |             |
|  | Entelegynae |
|  |             |

|  | Gradungulidae  |
|  |                |
|  | Austrochilidae |
|  |                |

|  | Haplogynae  |
|  |             |
|  | Entelegynae |
|  |             |

Buona parte dei ragni degli Haplogynae hanno sei occhi, mentre la maggior parte degli Entelegynae ne hanno otto.
A maggio 2017, il sottordine Araneomorphae comprende 26 superfamiglie di ragni, suddivise in 95 famiglie per complessivi 3 699 generi e 43 777 specie:
1. Agelenoidea
  - Agelenidae
  - Amphinectidae
2. Amaurobioidea
  - Amaurobiidae
3. Araneoidea
  - Anapidae
  - Araneidae
  - Cyatholipidae
  - Linyphiidae
  - Mysmenidae
  - Nesticidae
  - Pimoidae
  - Sinopimoidae
  - Symphytognathidae
  - Synaphridae
  - Synotaxidae
  - Tetragnathidae
  - Theridiidae
  - Theridiosomatidae
4. Archaeoidea
  - Archaeidae
  - Holarchaeidae
  - Mecysmaucheniidae
  - Micropholcommatidae
  - Pararchaeidae
5. Austrochiloidea
  - Austrochilidae
  - Gradungulidae
6. Caponioidea
  - Caponiidae
  - Tetrablemmidae
7. Corinnoidea
  - Corinnidae
  - Liocranidae
8. Dictynoidea
  - Anyphaenidae
  - Cybaeidae
  - Desidae
  - Dictynidae
  - Hahniidae
  - Nicodamidae
9. Dysderoidea
  - Dysderidae
  - Oonopidae
  - Orsolobidae
  - Segestriidae
  - Trogloraptoridae[4]
10. Eresoidea
  - Eresidae
  - Hersiliidae
  - Oecobiidae
11. Filistatoidea
  - Filistatidae
12. Gnaphosoidea
  - Ammoxenidae
  - Cithaeronidae
  - Gallieniellidae
  - Gnaphosidae
  - Lamponidae
  - Prodidomidae
  - Trochanteriidae
13. Hypochiloidea
  - Hypochilidae
14. Leptonetoidea
  - Leptonetidae
  - Ochyroceratidae
  - Telemidae
15. Lycosoidea
  - Ctenidae
  - Lycosidae
  - Oxyopidae
  - Pisauridae
  - Psechridae
  - Senoculidae
  - Stiphidiidae
  - Trechaleidae
  - Zorocratidae
  - Zoropsidae
16. Mimetoidea
  - Malkaridae
  - Mimetidae
17. Palpimanoidea
  - Huttoniidae
  - Palpimanidae
  - Stenochilidae
18. Pholcoidea
  - Diguetidae
  - Pholcidae
  - Plectreuridae
19. Salticoidea
  - Salticidae
20. Scytodoidea
  - Drymusidae
  - Periegopidae
  - Scytodidae
  - Sicariidae
21. Selenopoidea
  - Selenopidae
22. Sparassoidea
  - Sparassidae
23. Tengelloidea
  - Tengellidae
24. Thomisoidea
  - Philodromidae
  - Thomisidae
25. Titanoecoidea
  - Phyxelididae
  - Titanoecidae
26. Uloboroidea
  - Deinopidae
  - Uloboridae
27. Zodaroidea
  - Penestomidae
  - Zodariidae

- incertae sedis
  - Chummidae
  - Clubionidae
  - Cycloctenidae
  - Eutichuridae
  - Homalonychidae
  - Miturgidae
  - Phrurolithidae
  - Trachelidae

### Generi fossili
Di seguito sono indicati i due generi fossili che, al 2015, non hanno ancora ricevuto una precisa collocazione tassonomica a livello famiglia nell'ambito degli Araneomorphae:
- Argyrarachne Selden, in Selden et al., 1999 †, Triassico
- Triassaraneus Selden, in Selden et al., 1999 †, Triassico